# Степанівська селищна територіальна громада
Степанівська селищна територіальна громада — територіальна громада в Україні, в Сумському районі Сумської області. Адміністративний центр — селище Степанівка.
Площа громади — 129,42 км², населення — 7357 мешканців (2018).
Утворена 15 березня 2017 року шляхом об'єднання Степанівської селищної ради та Підліснівської сільської ради Сумського району.
12 червня 2020 року до громади увійшли Косівщинська та Новосуханівська сільські ради Сумського району.  
19 липня 2020 року, в результаті адміністративно-територіальної реформи та ліквідації Сумського району(1923—2020), громада увійшла до складу новоутвореного Сумського району.  

## Населені пункти
До складу громади входять 1 селище (Степанівка) і 17 сіл: Білоусівка, Глиняне, Головашівка, Закумське, Кононенкове, Косівщина, Малі Вільми, Миловидівка, Надточієве, Новомихайлівка, Новосуханівка, Олександрівка, Підліснівка, Солідарне, Степне, Червоний Кут та Чернецьке.